# 夢ふうせん
「夢ふうせん」（ゆめふうせん）は、おはガールちゅ!ちゅ!ちゅ!の5thシングルで、おはガールちゅ!ちゅ!ちゅ!のラストシングルである。2013年11月5日にハピネットから発売された。

## 概要
- 通常盤 Type-A・B・C、限定盤 Type-D・E・Fの6形態で発売。
- 通常盤におはガールキャラクターシールを封入。限定盤にトレーディングカード（全12種）かスペシャルミニ生写真（1種）がランダム封入。
- 「こいしょ!!!」「夏サンキュ!!!」同様、サウンドプロデュースは元JUDY AND MARYのTAKUYAが手掛けている。

## 収録曲
1. 夢ふうせん
作詞：MEG.ME・フジノタカフミ・井上トモノリ、作曲：TAKUYA、編曲：鳴瀬シュウヘイ
2. クリプレ!
作詞：MEG.ME・井上トモノリ、作曲：井上トモノリ、編曲：MEG.ME
3. 夢ふうせん (カラオケ)
4. クリプレ! (カラオケ)

限定盤 Type-D 付属DVD
1. 夢ふうせん MV
2. 特典映像：ちゅ!っと答えまちゅ!5

限定盤 Type-E 付属DVD
1. 夢ふうせん MV
2. 特典映像2：夏サンキュ!!! 2013 〜一生の宝物〜、ちゅ!ちゅ!ちゅ!のハピ!ハピ!ハピバースデー!

限定盤 Type-F 付属DVD
1. 夢ふうせん MV
2. 特典映像3：夢ふうせん メイキング映像

## 発売記念インストア・イベント
シングル発売を記念し、2013年9月20日から11月12日にかけてにインストア・イベントが開催された。
| 公演日   | 都道府県 | 会場                            | 参加メンバー   |
| -------- | -------- | ------------------------------- | -------------- |
| 9月20日  | 東京都   | 東武池袋 スカイデッキ広場       | 全員           |
| 9月27日  | 東京都   | J-SQUARE SHINAGAWA              | 全員           |
| 10月4日  | 東京都   | 東武池袋 スカイデッキ広場       | 全員           |
| 10月17日 | 東京都   | 東武池袋 スカイデッキ広場       | 全員           |
| 10月19日 | 東京都   | アリオ西新井                    | ゆうな・ひなこ |
| 10月20日 | 東京都   | 東武池袋 スカイデッキ広場       | ゆうな・ひなこ |
| 10月25日 | 東京都   | J-SQUARE SHINAGAWA              | 全員           |
| 10月27日 | 千葉県   | イオンモール津田沼              | ゆうな・ひなこ |
| 11月1日  | 東京都   | 東武池袋 スカイデッキ広場       | 全員           |
| 11月2日  | 東京都   | アリオ西新井                    | 全員           |
| 11月3日  | 埼玉県   | アリオ川口                      | 全員           |
| 11月4日  | 東京都   | タワーレコード渋谷店            | 全員           |
| 11月5日  | 東京都   | 池袋サンシャインシティ 噴水広場 | 全員           |
| 11月8日  | 埼玉県   | アリオ川口                      | 全員           |
| 11月9日  | 東京都   | 東武池袋 スカイデッキ広場       | 全員           |
| 11月10日 | 東京都   | ダイバーシティ東京 プラザ       | 全員           |
| 11月12日 | 東京都   | タワーレコード渋谷店            | 全員           |
| 11月23日 | 岡山県   | おもちゃ王国                    | 全員           |